# Laura Feoli Chiapella
Laura Feoli Chiapella (1 de octubre de 1945) es una botánica, fitosocióloga, profesora, taxónoma, conservadora, y exploradora italiana.
Desarrolla actividades académicas y científicas en el Departamento de Botánica, de la Universidad de Trieste.

## Algunas publicaciones
- fabio Conti, l. Bernardo, tiziana Cusma-Velari, vera Kosovel, laura Feoli-Chiapella. 2014. Morphometric and karyological study of Genista sericea (Cytiseae-Fabaceae). Phytotaxa 181 (2): 61 – 78.
- tiziana Cusma-Velari, laura Feoli-Chiapella, vera Kosovel. 2013. Karyology of Teline Medik. (Cytiseae-Fabaceae). Webbia (2): 239 - 249 resumen
- tiziana Cusma-Velari, laura Feoli-Chiapella, vera Kosovel. 2011. Taxonomic Notes on the Genista ephedroides Group (Fabaceae) from the Mediterranean Area. Novon 21 (1): 4 - 19. Resumen
- -------------------------, --------------------------. 2009. The so-called primitive genera of Genisteae (Fabaceae): systematic and phyletic considerations based on karyological data. Bot. J. of the Linnean Soc. 160 (2): 232 - 239. DOI: 10.1111/j.1095-8339.2009.00859.x
- -------------------------, --------------------------, vera Kosovel. 2003. Karyological notes on Genista sect. Spartioides Spach with emphasis on western species and G. pilosa L. (Genisteae-Fabaceae). Stud. Geobot. 22: 55–64.
- -------------------------, --------------------------. 1994. Karyological studies of Spartocytisus Webb & Berth. (Genisteae–Fabaceae). Stud. Geobot. 14: 33–39.
- -------------------------, --------------------------. 1991. Systematic relationships within the Genista sylvestris group. (Genisteae,Fabaceae) on the basis of karyological and biometrical data. Fl. Medit. 1: 21 - 29.
- laura Feoli-Chiapella, giovanni Cristofolini. 1981. Serological contributions to the systematics of Ulex (Genisteae – Fabaceae) and allied genera. Nordic J. of Botany 1 (6): 723 – 729. Resumen.
- enrico Feoli, laura Feoli-Chiapella. 1980. Evaluation of Ordination Methods through Simulated Coenoclines: Some Comments. Vegetatio 42 (1/3): 35 - 41. resumen
- --------------, --------------------. 1975. Analisi multivariata di rilievi fitosociologici delle faggete della Majella. Pubblicazione 120, Università di Trieste. Istituto di Botanica, 53 p. Bologna.

### Capítulos de libros
- 2012. Classification and Ordination: Symposium on advances in vegetation science, Nijmegen, The Netherlands, May 1979, v. 2 de Advances in Vegetation Sci. Editor Eddy van der Maarel, ed. ilustrada de Springer Sci. & Business Media, 188 p. ISBN 9400991975, ISBN 9789400991972
  - enrico Feoli, laura Feoli-Chiapella. Hierarchical levels in syntaxonomy based on information functions, p. 113.
- 2012. Data-processing in phytosociology: Report on the activities of the Working Group for data-processing in phytosociology of the International society for vegetation science, 1969–1978. Advances in Vegetation Science 1. Editores Eddy van der Maarel, L. Orloci, Sandro Pignatti. Ed. ilustrada de Springer Sci. & Business Media, 226 p. ISBN 9400991940, ISBN 9789400991941
  - enrico Feoli, laura Feoli-Chiapella. Relevé ranking based on a sum of squares criterion, p. 151.

- La abreviatura «Feoli Chiapella» se emplea para indicar a Laura Feoli Chiapella como autoridad en la descripción y clasificación científica de los vegetales.[5]